# Tournoi de clôture du championnat du Mexique de football 2020
Navigation
Tournoi précédent Tournoi suivant
Le Tournoi Clausura 2020 est le quarante-huitième tournoi saisonnier disputé au Mexique.
C'est la 103e fois que le titre de champion du Mexique est remis en jeu.
Initialement, chacun des dix-huit clubs participant au championnat sera confronté une fois aux dix-sept autres. Puis les meilleurs s'affronteront lors d'une phase finale à la fin de la saison. Néanmoins, en raison de la pandémie de Covid-19 au Mexique, le tournoi est suspendu le 15 mars avant d'être annulé le 22 mai sans qu'aucune équipe ne soit couronnée championne. Cruz Azul et le FC León sont désignés comme les représentants mexicains du tournoi Clausura 2020 à la Ligue des champions de la CONCACAF 2021.

## Contexte
À l'issue de la première phase du tournoi Apertura 2019, le CD Veracruz est expulsé du championnat en raison de ses déboires financiers et la ligue retrouve donc un groupe de dix-huit équipes comme auparavant.
Le 12 mars 2020, le président de la Liga MX, Enrique Bonilla, affirme que malgré la Pandémie de Covid-19 au Mexique, la dixième journée du championnat se déroulera de manière habituelle. Dans les faits, les deux premières rencontres de cette journée se déroulent dans des conditions normales avant que, le 14 mars suivant, la ligue annonce que les sept matchs restants seraient joués à huis clos en raison de la croissance de la pandémie au Mexique.
Le lendemain, le 15 mars, la Liga MX émet un communiqué déclarant que, sur les recommandations du Ministère de la Santé, toutes les compétitions de football mexicain seraient suspendues jusqu'à nouvel ordre, mesure qui a été appliquée dans la plupart des compétitions sportives dans le monde en raison de la croissance des cas de Covid-19.
Le 22 mai suivant, lors d'une session extraordinaire de l'assemblée de la Liga MX, l'annulation définitive du tournoi est confirmée. Plusieurs joueurs du Club Santos Laguna ayant été déclarés positifs, il est décidé que le football mexicain reprendrait à la fin de l'été 2020. Par conséquent, Cruz Azul et le FC León sont désignés comme les représentants mexicains à la Ligue des champions de la CONCACAF 2021 grâce à leur position aux deux premières places du classement du tournoi Clausura en date de l'arrêt de la compétition.

## Les dix-huit équipes participantes
Ce tableau présente les dix-huit équipes qualifiées pour disputer la deuxième moitié du championnat 2019-2020. On y trouve le nom des clubs, le nom des stades dans lesquels ils évoluent ainsi que la capacité et la localisation de ces derniers.
| Club                      | Stade                         | Capacité | Ville                    |
| Club América              | Stade Azteca                  | 110 000  | Mexico                   |
| CF Atlas                  | Stade Jalisco                 | 60 000   | Guadalajara              |
| Cruz Azul FC              | Stade Azul                    | 35 161   | Mexico                   |
| CD Guadalajara            | Stade Omnilife                | 50 000   | Guadalajara              |
| FC Juárez                 | Stade olympique Benito Juárez | 19 704   | Ciudad Juárez            |
| Club León                 | Stade Nou Camp                | 33 943   | León                     |
| CA Monarcas Morelia       | Stade Morelos                 | 41 500   | Morelia                  |
| CF Monterrey              | Stade BBVA                    | 53 500   | Monterrey                |
| Club Necaxa               | Stade Victoria                | 25 494   | Aguascalientes           |
| CF Pachuca                | Stade Hidalgo                 | 30 000   | Pachuca                  |
| Club Puebla               | Stade Cuauhtémoc              | 46 912   | Puebla                   |
| Querétaro FC              | Stade Corregidora             | 40 785   | Santiago de Querétaro    |
| Atlético de San Luis      | Stade Alfonso-Lastras         | 25 709   | San Luis Potosí          |
| Club Santos Laguna        | Stade Corona                  | 30 000   | Torreón                  |
| Tigres UANL               | Stade Universitario           | 43 257   | San Nicolás de los Garza |
| Club Tijuana              | Stade Caliente                | 33 333   | Tijuana                  |
| Deportivo Toluca          | Stade Nemesio Díez            | 30 000   | Toluca                   |
| Club Universidad Nacional | Stade Olímpico Universitario  | 68 900   | Mexico                   |

Localisation des clubs
| \| Mexico: Club América Cruz Azul Universidad Querétaro Atlas CD Guadalajara Monterrey Tigres UANL Pachuca Monarcas Morelia Toluca Santos Laguna I Mexico Puebla Tijuana León Necaxa FC Juárez San Luis \| |
| Mexico: Club América Cruz Azul Universidad Querétaro Atlas CD Guadalajara Monterrey Tigres UANL Pachuca Monarcas Morelia Toluca Santos Laguna I Mexico Puebla Tijuana León Necaxa FC Juárez San Luis       |

## Compétition
Le Tournoi Clausura se déroule de la même façon que les tournois saisonniers précédents :
- La phase de qualification : dix-huit journées de championnat.
- La phase finale : des confrontations aller-retour allant des quarts de finale à la finale.

### Phase de qualification
Lors de la phase de qualification les dix-huit équipes s'affrontent une fois selon un calendrier tiré aléatoirement.
Les huit meilleures équipes sont directement qualifiées pour la phase finale.
Le classement est établi sur le barème de points classique (victoire à 3 points, match nul à 1, défaite à 0).
Le départage final se fait selon les critères suivants :
- Le nombre de points.
- La différence de buts générale.
- La différence de buts particulière.
- Le nombre de buts marqué à l'extérieur.
- Le tirage au sort.

| Rang | Équipe                    | Pts | J  | G | N | P | Bp | Bc | Diff |
| ---- | ------------------------- | --- | -- | - | - | - | -- | -- | ---- |
| 1    | Cruz Azul FC              | 22  | 10 | 7 | 1 | 2 | 24 | 14 | +10  |
| 2    | Club León                 | 21  | 10 | 7 | 0 | 3 | 23 | 14 | +9   |
| 3    | Club Santos Laguna        | 17  | 10 | 5 | 2 | 3 | 14 | 14 | 0    |
| 4    | Club América              | 17  | 10 | 5 | 2 | 3 | 11 | 11 | 0    |
| 5    | CD Guadalajara            | 16  | 10 | 4 | 4 | 2 | 13 | 11 | +2   |
| 6    | Club Universidad Nacional | 15  | 10 | 4 | 3 | 3 | 20 | 19 | +1   |
| 7    | Tigres UANL               | 14  | 10 | 4 | 2 | 4 | 13 | 10 | +3   |
| 8    | FC Juárez                 | 14  | 10 | 4 | 2 | 4 | 20 | 18 | +2   |
| 9    | CA Monarcas Morelia       | 14  | 10 | 4 | 2 | 4 | 17 | 16 | +1   |
| 10   | Club Puebla               | 14  | 10 | 4 | 2 | 4 | 7  | 7  | 0    |
| 11   | CF Pachuca                | 14  | 10 | 4 | 2 | 4 | 11 | 12 | -1   |
| 12   | Querétaro FC              | 14  | 10 | 4 | 2 | 4 | 13 | 15 | -2   |
| 13   | Atlético de San Luis P    | 13  | 10 | 3 | 4 | 3 | 11 | 15 | -4   |
| 14   | Club Necaxa               | 11  | 10 | 3 | 2 | 5 | 17 | 16 | +1   |
| 15   | Deportivo Toluca          | 10  | 10 | 2 | 4 | 4 | 16 | 18 | -2   |
| 16   | Club Tijuana              | 9   | 10 | 2 | 3 | 5 | 10 | 16 | -6   |
| 17   | CF Atlas                  | 9   | 10 | 3 | 0 | 7 | 9  | 16 | -7   |
| 18   | CF Monterrey T            | 5   | 10 | 0 | 5 | 5 | 10 | 17 | -7   |

| Légende : Qualifications et relégations | Légende : Qualifications et relégations          |
| --------------------------------------- | ------------------------------------------------ |
|                                         | Ligue des champions de la CONCACAF 2021          |
|                                         | T Tenant du titre P Promu de la saison 2018-2019 |

| Résultats (▼dom., ►ext.)                                   | Amé | Atls | Cru | Gua | Juá | Leó | Mona | Mont | Nec | Pac | Pue | Que | SLu | San | Tig | Tij | Tol | Uni |
| Club América                                               |     | 2-0  | 0-1 |     | 1-3 | -   |      |      | 0-3 |     |     |     | -   |     | 1-0 |     | -   |     |
| CF Atlas                                                   |     |      | -   | 1-2 |     | -   | 1-3  | -    |     | 0-2 | 0-1 |     |     |     |     | 2-1 |     | -   |
| Cruz Azul FC                                               |     | 1-2  |     |     |     |     |      |      | -   | 3-1 |     | -   |     | 3-0 | 2-1 | 4-2 |     | -   |
| CD Guadalajara                                             | -   |      | 1-2 |     | 2-0 | 2-0 | -    | 1-1  |     |     | -   |     |     | -   |     |     | 2-2 |     |
| FC Juárez                                                  |     |      | -   |     |     | 1-4 | 3-0  |      | 2-1 | -   | -   |     | -   | 1-2 |     |     |     | 4-4 |
| Club León                                                  |     |      | -   |     |     |     |      | 3-1  | 2-1 | 3-0 | -   | 3-1 |     |     | -   | -   |     | 3-1 |
| CA Monarcas Morelia                                        | -   |      | 2-4 |     |     | 1-2 |      |      |     | -   |     | 4-0 | -   |     | -   | 1-1 | 0-1 |     |
| CF Monterrey                                               | 0-1 |      | -   |     | 1-1 |     | 2-2  |      |     | -   |     | 1-2 | 2-2 | -   |     | -   |     |     |
| Club Necaxa                                                |     | -    |     | -   |     |     | 1-2  | 2-2  |     |     | 2-0 | 2-3 | 1-1 |     | -   |     |     | -   |
| CF Pachuca                                                 | -   |      |     | 0-0 |     |     |      |      | -   |     | 1-0 | 1-1 |     | 1-0 | 2-0 |     | -   |     |
| Club Puebla                                                | 0-1 |      | -   |     |     |     | -    | -    |     |     |     | 0-1 |     | 2-2 | 0-0 |     | 2-0 |     |
| Querétaro FC                                               | 1-2 | -    |     | -   | -   |     |      |      |     |     |     |     | 0-1 | -   |     | 3-0 | 1-1 |     |
| Atlético San Luis                                          |     | -    | 2-1 | 2-2 | 0-3 | 3-1 |      |      |     | -   | 0-1 |     |     |     |     |     | -   |     |
| Club Santos Laguna                                         | -   | 1-0  |     |     |     | 3-2 | -    |      | 2-1 |     |     |     | -   |     | 2-1 |     | -   | 1-1 |
| Tigres UANL                                                |     | 2-1  |     | 3-0 | 3-2 |     |      | -    |     |     |     | -   | 0-0 |     |     |     |     | 3-0 |
| Club Tijuana                                               | 0-0 |      |     | 1-0 | -   |     |      |      | -   | 3-2 | 0-1 |     | -   | 2-1 |     |     | 1-1 |     |
| Deportivo Toluca                                           |     | 2-3  | 3-3 |     | -   | -   |      | 2-0  | 2-3 |     |     |     | -   |     | -   |     |     | 2-3 |
| Club Universidad Nacional                                  | 3-3 |      |     | -   |     |     | 1-2  | 1-0  |     | 2-1 | -   | -   | 4-0 |     |     | -   |     |     |
| - Victoire à domicile - Match nul - Victoire à l'extérieur |     |      |     |     |     |     |      |      |     |     |     |     |     |     |     |     |     |     |

## Statistiques

### Buteurs
| Rang | Nom                 | Équipe           | Buts |
| 1    | Jonathan Rodríguez  | Cruz Azul FC     | 9    |
| 2    | Leonardo Fernández  | Deportivo Toluca | 8    |
| 2    | André-Pierre Gignac | Tigres UANL      | 8    |
| 2    | Ángel Mena          | Club León        | 8    |
| 5    | Franco Jara         | CF Pachuca       |      |

## Classement de relégation
Depuis la saison 1991-1992, la relégation dans le championnat mexicains se fait selon la règle du pourcentage. Ainsi à la fin de la saison (succession de deux tournois) un classement est établi en divisant le nombre de points acquis par le nombre de matchs joués sur les trois dernières saisons. Les points obtenus par un promu ne sont pas considérés lors de sa première saison en Liga MX, lui assurant ainsi un maintien automatique pour, au minimum, une saison. L'équipe reléguée est la dernière de ce classement.
En raison de l'exclusion des Tiburones Rojos de Veracruz à l'issue du tournoi Apertura 2019, les points obtenus par les autres équipes contre Veracruz sont caducs et non pris en considération dans le classement de relégation. De plus, cette exclusion entraîne une absence de relégation sportive pour la saison 2019-2020.
| Rang | Équipe                      | Pts Aper 17                                    | Pts Claus 18                                   | Pts Aper 18                                    | Pts Claus 19                                   | Pts Aper 19                                    | Pts Claus 20                                   | Total                                          | Matchs                                         | Moyenne                                        |
| 1    | Tigres UANL                 | 32                                             | 28                                             | 29                                             | 37                                             | 29                                             | 14                                             | 169                                            | 95                                             | 1.7789                                         |
| 2    | Club América                | 30                                             | 29                                             | 33                                             | 29                                             | 28                                             | 17                                             | 166                                            | 95                                             | 1.7474                                         |
| 3    | Club León                   | 26                                             | 22                                             | 18                                             | 41                                             | 32                                             | 21                                             | 160                                            | 95                                             | 1.6842                                         |
| 4    | Cruz Azul FC                | 27                                             | 22                                             | 36                                             | 30                                             | 22                                             | 22                                             | 159                                            | 95                                             | 1.6737                                         |
| 5    | CF Monterrey                | 37                                             | 29                                             | 30                                             | 30                                             | 26                                             | 5                                              | 157                                            | 95                                             | 1.6526                                         |
| 6    | Club Santos Laguna          | 18                                             | 29                                             | 30                                             | 22                                             | 34                                             | 17                                             | 150                                            | 95                                             | 1.5789                                         |
| 7    | Deportivo Toluca            | 29                                             | 36                                             | 26                                             | 25                                             | 16                                             | 10                                             | 142                                            | 95                                             | 1.4947                                         |
| 8    | CF Pachuca                  | 19                                             | 23                                             | 24                                             | 28                                             | 24                                             | 14                                             | 132                                            | 95                                             | 1.3895                                         |
| 9    | CA Monarcas Morelia         | 29                                             | 24                                             | 25                                             | 13                                             | 24                                             | 14                                             | 129                                            | 95                                             | 1.3579                                         |
| 10   | Club Necaxa                 | 24                                             | 22                                             | 14                                             | 29                                             | 28                                             | 11                                             | 128                                            | 95                                             | 1.3474                                         |
| 11   | Club Tijuana                | 21                                             | 25                                             | 17                                             | 28                                             | 21                                             | 9                                              | 121                                            | 95                                             | 1.2737                                         |
| 12   | Club Universidad Nacional   | 13                                             | 24                                             | 30                                             | 17                                             | 20                                             | 15                                             | 119                                            | 95                                             | 1.2526                                         |
| 13   | Club Puebla                 | 16                                             | 23                                             | 19                                             | 24                                             | 17                                             | 14                                             | 114                                            | 95                                             | 1.2000                                         |
| 14   | Querétaro FC                | 16                                             | 18                                             | 26                                             | 11                                             | 28                                             | 14                                             | 113                                            | 95                                             | 1.1895                                         |
| 15   | CD Guadalajara              | 18                                             | 15                                             | 20                                             | 18                                             | 22                                             | 16                                             | 109                                            | 95                                             | 1.1474                                         |
| 16   | FC Juárez                   | Promu                                          | Promu                                          | 19                                             | 20                                             | 15                                             | 14                                             | 68                                             | 61                                             | 1.1148                                         |
| 17   | Atlético San Luis           | Ascenso MX                                     | Ascenso MX                                     | Ascenso MX                                     | Ascenso MX                                     | 17                                             | 13                                             | 30                                             | 27                                             | 1.1111                                         |
| 18   | CF Atlas                    | 25                                             | 18                                             | 11                                             | 19                                             | 18                                             | 9                                              | 100                                            | 95                                             | 1.0526                                         |
| 19   | Tiburones Rojos de Veracruz | Exclu par la Fédération du Mexique de football | Exclu par la Fédération du Mexique de football | Exclu par la Fédération du Mexique de football | Exclu par la Fédération du Mexique de football | Exclu par la Fédération du Mexique de football | Exclu par la Fédération du Mexique de football | Exclu par la Fédération du Mexique de football | Exclu par la Fédération du Mexique de football | Exclu par la Fédération du Mexique de football |

## Bilan du tournoi
| Tournoi de clôture du championnat de football du Mexique 2020 |                   |
| Champion                                                      | Titre non décerné |
| Qualifications continentales                                  |                   |
| Ligue des champions de la CONCACAF 2021                       | Cruz Azul FC      |
| Ligue des champions de la CONCACAF 2021                       | Club León         |